# Scythris knochella
Scythris knochella ist ein Schmetterling aus der Unterfamilie der Ziermotten (Scythridinae). Ein Trivialname der Art ist Semikolon-Heidefalter.

## Merkmale
Die Falter erreichen eine Flügelspannweite von 12 bis 14 mm. Die dunkelbraun gefärbten Schmetterlinge besitzen auf ihren Vorderflügeln eine weiße Musterung. Ein weißer Längsstrich verläuft mittig von der Flügelbasis über mehr als die Hälfte der Flügellänge. Auf einer gedachten Fortsetzungslinie befindet sich ein kleinerer weißer Fleck. Die äußere Flügelhinterkante ist "haarig". Die sehr ähnliche Schmetterlingsart Scythris heinemanni kommt in Frankreich und Italien vor.
Die Raupen besitzen eine weiße Grundfarbe mit grüner Schattierung sowie gelbrote Striche auf der Oberseite. Ihr Kopf ist eher gelblich.

## Vorkommen
Scythris knochella ist in der westlichen Paläarktis heimisch. Ihr Verbreitungsgebiet in Europa reicht von der Iberischen Halbinsel nach Mitteleuropa und in den Balkan sowie nach Südschweden.

## Lebensweise
Als Futterpflanzen der Raupen von Scythris knochella gelten Hornkräuter (Cerastium) und Thymiane. Die Imagines fliegen hauptsächlich im Monat Juli. Sie sind im nördlichen Bereich des Verbreitungsgebiets recht träge. Die Nahrung der Imagines besteht aus Nektar von Korbblütlern oder von anderen Blumen.